# A Man's Fight
A Man's Fight é um filme norte-americano lançado em 1919. É considerado um filme perdido.